# Autoritratto con la Morte che suona il violino
L'Autoritratto con la Morte che suona il violino è un dipinto del pittore svizzero Arnold Böcklin, realizzato nel 1872 e conservato all'Alte Nationalgalerie di Berlino.

## Descrizione
In quest'opera eloquente e dal forte impatto emotivo Böcklin approfondisce la sua visione sulla morte, tematica che aveva tinto con le sue ombre la sua intera produzione pittorica (pensiamo alle varie redazioni dell'Isola dei morti, alle Rovine sul mare, alle Erinni, o ancora alle Mura cittadine con patibolo) ma anche la stessa tradizione figurativa svizzera, assai sensibile (soprattutto nel Medioevo) alla raffigurazione di danze macabre. In primo piano è raffigurato Arnold Böcklin, dai capelli bruni e scarmigliati, mentre osserva la sua immagine riflettersi sullo specchio: ha in mano gli strumenti del lavoro (la tavolozza e i pennelli) con i quali sta consegnando alla riflessiva immobilità dell'arte la sua fisionomia. Ma osserviamo meglio: il capo leggermente voltato, il collo torto, lo sguardo sagace, scrutatore e al contempo sgomento sono tutte spie che comunicano all'osservatore l'imminenza di un evento misterioso e imprevedibile.

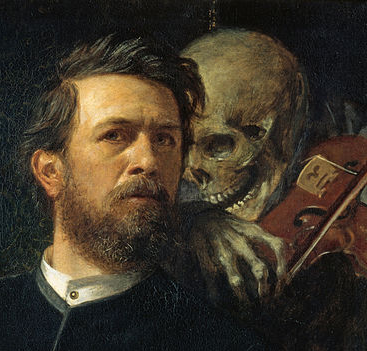
Particolare della morte che sussurra frasi incomprensibili all'orecchio di Böcklin, che può quasi sentirne il macabro respiro sul collo

Dietro Böcklin, infatti, una sconvolgente presenza sorprende l'osservatore: si tratta nientedimeno della Morte, qui personificata com'è tradizione da uno scheletro, in riferimento alla consunzione delle carni alla quale il corpo di ogni essere umano tende inesorabilmente. Böcklin reinventa genialmente le codificazioni estetiche del memento mori: il tema dell'ineluttabilità della morte, infatti, era da secoli radicato nella storia dell'arte, che tuttavia tentò di esorcizzarlo (soprattutto nel Seicento) con l'inserimento nella composizione di simboli che però non erano che meri moniti, volti a rammentare all'osservatore la perpetua fugacità dei piaceri mondani e pertanto estranei alla vicenda narrata. Nell'opera Böcklin, invece, «la presenza della morte non è il frutto di una maturata consapevolezza, ma l'amaro esito di un fortuito, accidentale apprendimento» (Simone Rossi).
Ebbene, qui la Nera Signora è colta mentre suona un violino dove, tuttavia, le tre corde più alte sono saltate. L'unica corda superstite è proprio la quarta, il Sol, quella che - come hanno osservato numerosissimi critici - se suonata da sola produce un suono misterioso e penetrante, simile ad una campana. La presenza di queste tre corde spezzate rende inevitabile un confronto simbolico con il mito delle Tre Parche, mitiche filatrici che presiedevano al destino dell'uomo dalla nascita alla morte, rispettivamente filando, svolgendo e tagliando il filo della vita. Neanche le divinità del consesso olimpico potevano frenare l'ineluttabilità cieca delle Parche: né può, d'altronde, Böcklin, pienamente consapevole che se pure quell'ultima corda sarà recisa, anche la sua vita avrà fine. La Morte, d'altronde, è pienamente consapevole di avere in pugno la situazione e appare in preda a un'estatica gioia: la chiostra dei suoi denti scoperti, orribilmente ghignante, simula un sorriso quasi demoniaco e tradisce un'eccitazione palpabile. La Morte sa di aver vinto. Böcklin, dal suo canto, non può fare a meno di ascoltare quella melodia letale: si tratta di una commistione tra suoni e colori squisitamente simbolista, con il pittore che esita a guardare l'osservatore negli occhi, ma preferisce ascoltare in modo concentrato il suono monocorde prodotto dal violino, fino a quando l'ultima nota non sarà suonata, con il definitivo sopraggiungere dell'Eterna Vincitrice.
Le esegesi che sono state fornite di quest'opera, tuttavia, sono disparatissime, tanto che è lecito parlare di una vera e propria polimorfia interpretativa. Alcuni critici vi hanno ravvisato chiari spunti autobiografici, interpretando quest'immagine così macabra come una proiezione figurativa delle sue miserie economiche e della morte di cinque dei suoi bambini (un sesto sarebbe morto nel 1876, quattro anni dopo la realizzazione di questo dipinto). Altri, invece, preferiscono pensare che una simile raffigurazione alluda al contrasto vigente tra l'esuberanza artistica di Böcklin e la sterilità della tradizione accademica. Hermann Beenken, invece, sostiene che in questo quadro così realistico «la morte non è pensata come limite, bensì, al contrario, come esaltazione della vita, proprio come nei versi finali della poesia di Hebbel», che riportiamo di seguito: «"Alla Morte": Ancora sfiorami o Morte / quando in me mi disperdo / finché risovvenga a me stesso / me stesso al pensiero di te».